# Reinaldo Bolívar
Reinaldo José Bolívar (San José de Tiznados, 23 de julio de 1966) Actual embajador de Venezuela en Túnez y Libia. 2024. Es un político, profesor, internacionalista, escritor, Viceministro de Relaciones Exteriores de Venezuela para África de 2005 a 2017, y Presidente-Fundador del Instituto de Investigaciones Estratégicas sobre África y su Diáspora (Centro de Saberes Africanos, Americanos y Caribeños).

### Biografía
Es hijo de Uvel Rojas y de Teresa de Jesús Bolívar, conocida costumbrista del Municipio Ortiz, Estado Guárico. Cursó estudios de primaria en la Escuela Ana Emilia Delón y el Colegio Don Bosco de Caracas. Se graduó de Bachiller en Ciencias en el Aspirantado Salesiano Santa María (Liceo San José) de Los Teques, donde desarrolló una intensa vida cultural siendo fundador de la Sociedad Bolivariana de esa institución y activo dirigente de las agrupaciones culturales y deportivas con las que alcanzó varios reconocimientos.

#### Vida Académica
Comenzó sus estudios universitarios cursando la carrera de Educación Mención Filosofía en el Filosofado Salesiano de Los Teques, núcleo para Venezuela de la Universidad Pontificia Salesiana. En 1983 ingresa en la Carrera de Estudios Internacionales de la Universidad Central de Venezuela. Hizo una intensa vida cultural y política, siendo el principal impulsor de connotados grupos de teatro y musicales de la Facultad de Ciencias Económicas y Sociales de la UCV, entre ellos el Grupo de Narración Oral Cuentos en el Rincón.  Curso estudios de derecho en la UCV. Es graduado como Especialista en el Postgrado de Relaciones Internacionales Contemporáneas y Magíster en Economía Internacional. En 2022, se gradúa de doctor en Patrimonio Cultural de la Universidad Católica Santa Rosa de Lima.
En 1994 comienza su actividad como docente de la Escuela de Estudios Internacionales de la UCV, de la cual sería subdirector de 1998 a 2001. En la actualidad es profesor Asociado de esta institución; doctor honoris causa en Historia de la Universidad Nacional Experimental Rómulo Gallegos; doctor honoris causa en Relaciones Internacionales de la Universidad Lubumbashi de la República Democrática del Congo (RDC), Medalla de Oro de la Universidad de Guinea Ecuatorial y miembro académico de varias instituciones venezolanas. Es el director Fundador del Centro de Saberes Africanos, Americanos y Caribeños, institución propulsada por la II Cumbre América del Sur África Margarita 2009. 
Es el fundador de las llamadas Cátedra Libre África, que funcionan en varias universidades de Venezuela.
En 2005, como Viceministro para África, crea el Festival Cultural con los Pueblos de África, que se realizó de manera bienal con países de África y Caribe en los años 2005, 2007, 2009, 2012 y 2017, algunas de las cuales fueron inauguradas por Presidente Hugo Chávez..
En noviembre de 2018 la Universidad de Lubumbashi, la más antigua de la República Democrática del Congo, le otorga el doctorado honoris causa en Relaciones Internacionales por su contribución a las relaciones entre los pueblos del Sur.  En diciembre de 2018, participa, invitado por el Emir de Catar en la XVIII Edición del Foro de Doha, en la ciudad del mismo nombre.

#### Vida política
Reinaldo Bolívar inició su vida política en la Universidad Central de Venezuela, en los movimientos socioculturales y literarios. Se identifica con los ideales del Movimiento 80 y corrientes contestarías de Caracas. Se convierte en coordinador del Periódico Izquierdista Pan, Mortadela y Kool-Aid, PMK y miembro directivo de las Coordinadora de Artes Escénicas de la UCV y de la Coordinadora de Publicaciones de la UCV, entidades estudiantiles que reivindicaban el derecho del estudiantado al ejercicio de la libre opinión y expresión.
Desde 1994 fue columnista de los Diarios El Globo (desaparecido), y en ocasiones de El Nacional, El Universal y Últimas Noticias. Como escritor destaca por sus libros "África Revolucionaria" , que ha sido traducido al inglés, francés, árabe, portugués, woloff y amhárico; "El Libro Perdido de los Cuentos en el Rincón" (narrativa y poesía),"Desde Venezuela", "Venezuela y África las Nuevas Relaciones. Paradigma de la Cooperación Sur Sur ", "Los Olvidados del Bicentenario, Juicio Final al Mestizo Juan Germán Roscio Nieves" (por el cual recibió el premio municipal de narrativa histórica 2012), siendo el libro más vendido de la Feria Internacional del Libro de Venezuela 2012; "Mercosur y la Unión Europea, fracaso y éxito de la Inversión Extranjera", “Simón Bolívar Hijo de Hipólita, Pupilo de Matea”. En noviembre de 2018 presenta su libro "África, la historia no contada" en la Feria Internacional del Libro de Venezuela, y en febrero de 2019 en la Feria Internacional del Libro de La Habana
; en 2023, presenta el libro "El poder de Nombrar y Renombrar".  Ha sido columnista fijo del Periódico Correo del Orinoco (Caracas) y La Antena (Guárico) e invitado de Ciudad Caracas. Desde julio de 2003 conduce el programa de opinión internacional "El Mundo en Venezuela" que trasmite semanalmente la Radio Nacional de Venezuela. Se le reconoce como el propulsor principal de llevar al Panteón Nacional de Venezuela a las heroínas de origen africano Matea Bolívar e Hipólita Bolívar
En enero de 2018, el Constituyente Adan Chávez, Presidente de la Comisión de Relaciones Internacionales de la Asamblea Nacional Constituyente, funda el Centro Venezolano de Solidaridad y Amistad entre los Pueblos, Bolívar es designado Director Principal. Esta institución tuvo poca vida pública, fue sustituida por una gubernamental (Instituto Simón Bolívar para la Paz y la Amistad) en la cual Bolívar no fue incluido.  En 2019, es designado por el Ministerio del Poder Popular para la Cultura de Venezuela como miembro del Jurado Calificador del prestigioso concurso internacional "Premio Libertador al Pensamiento Crítico" en su edición XII, en el cual resultó ganador el economista argentino Claudio Katz.
En noviembre de 2017 fue cesado en el cargo de viceministro para África, sin mayores explicaciones, siendo Ministro de Relaciones Exteriores Jorge Arreaza, desde entonces no ha ejercido cargo público alguno en el gabinete del Presidente Nicolás Maduro, salvo participación en comisiones de corte cultural o histórico como la "La comisión para la aclaración de la verdad histórica, justicia y reparación relacionado con el dominio colonial y sus consecuencias" en 2022, de muy poca actividad. Ya antes en 2021, tuvo una aparición nacional al ser designado orador del orden en la elevación de los restos simbólicos de Juan German Roscio al Panteón Nacional.

#### Viceministro de Relaciones Exteriores para África
En 2005 es designado por el presidente de la República Hugo Chávez, como Viceministro de Relaciones para África, en la recién reestructurada Cancillería de la República Bolivariana de Venezuela. Bolívar, sería el fundador de dicho Despacho de Viceministro, en el cual permaneció hasta noviembre de 2017, siendo el funcionario, para el momento, con más tiempo en un mismo cargo en los gobiernos de Hugo Chávez y Nicolás Maduro. Al frente de este cargo implementa la “Agenda África” de la Política Exterior de Venezuela, ampliando las relaciones políticas con África, en el cual se establecieron vínculos diplomáticos con la totalidad de los países de ese continente, se llevó a Venezuela al tercer país de América Latina con mayor presencia diplomática en África, aumentó el número de acuerdos de cooperación bilateral; Venezuela ingreso a la Unión Africana, la Liga Árabe, la Comisión Económica para África Occidental, la Comisión Económica para África Austral. Bolívar fue organizador de la II Cumbre América del Sur – África, celebrada en Venezuela. En ella acompañó, como Coordinador General al mandatario anfitrión Hugo Chávez Frías.
En su período se negociaron los establecimientos de relaciones diplomáticas de Venezuela con los siguientes países africanos:  Congo, República Democrática del Congo, Cabo Verde, Sudán, Sudán del Sur, Mozambique, Mauritania, Santo Tome y Príncipe, República Centroafricana, Níger, Madagascar, Mauricio, Comoras, Eritrea, Djibuti, Botsuana, Burundi, Malaui, Chad, Guinea Bissau, Somalia. El último de estos actos se realizó en la sede de Naciones Unidas (ONU), cuando el Canciller Jorge Arreaza firmó con su par de Sudán del Sur. 

#### Relaciones con Marruecos
A pesar de haber tratado de alcanzar unas relaciones cordiales con Marruecos, en 2009, este país cierra su embajada en Caracas, acusando a la embajada de Venezuela en Argelia, y al gobierno venezolano de injerencia y apoyo al Polisario, Bolívar desmiente públicamente las informaciones. Marruecos retira todo su personal y anuncia que atenderá a Venezuela desde su misión en República Dominicana; Venezuela, aunque bajo el nivel diplomático, mantuvo abierta su embajada en Rabat.. En 2016, Bolívar realiza una gira por África del Norte, en la cual incluía una visita oficial a Rabat, la cual fue suspendida a última hora por la cancillería marroquí. Las relaciones de Venezuela con Marruecos a diferencia, de las resto de África con Venezuela, tienden a ser tensas, Marruecos ha votado contra Venezuela en varios organismos del sistema ONU . .

#### Ministro de Relaciones Exteriores
Durante los años 2005 y 2006 fungió en varias ocasiones como Ministro de Relaciones Exteriores en calidad de encargado, en las ausencias temporales del entonces Ministro Alí Rodríguez Araque. En julio de ese año, participa en la organización de los vuelos de regreso de los venezolanos en Líbano, los cuales corrían peligro debido a la guerra Israes-Hezbola de 2006. 

#### Condecoraciones
Orden Guaraira Repano, Primera Clase  (Alcaldía Municipio Libertador de Caracas);
Orden Juan German Roscio, Primera Clase  (Consejo Legislativo del Estado Guárico);
Orden Negra Matea Bolívar (Municipio Roscio Nieves, Guárico);
Orden José Leonardo Chirinos, Primera Clase (Consejo Legislativo del Estado Falcón);
Orden Ciudad de Cumaná, Primera Clase (Consejo Municipal del Sucre, Estado Sucre);
Orden Ricardo Montilla,  (Gobernación del Estado Guárico);
Orden José Félix Rivas (Consejo Legislativo del Estado Guárico)
Orden Guillermo Rivas,  (Consejo Municipal del Municipio Acevedo, Estado Miranda);
Orden Argelia Laya (Ministerio del Poder Popular para la Mujer y Equidad de Género);
Orden Rey Miguel de Uria, Primera Clase (Consejo Municipal del Municipio Nirgua, Estado Yaracuy);
Orden Andrés del Rosario López, Primera Clase (Consejo Legislativo del Estado Yaracuy);
Orden José Antonio Paéz (Municipio JA Paéz. Edo Miranda)
Medalla de Oro de la Universidad Nacional de Guinea Ecuatorial;
Placa de Honor de la Municipalidad de Maputo (Mozambique);
Placa de Honor de la Universidad de Jartum (Sudán)
Orden Sebastián Francisco de Miranda concedida por el Consejo Legislativo del Estado Bolivariano de Miranda, Venezuela.